# Rhynchospora compressa
Rhynchospora compressa là loài thực vật có hoa trong họ Cói. Loài này được J.Carey ex Chapm. miêu tả khoa học đầu tiên năm 1860.